# Pump Tour
Pump Tour – piąta trasa koncertowa grupy muzycznej Aerosmith, która odbyła się na przełomie 1989 i 1990 r.  W 1989 zespół dał 26 koncertów w Europie i 9 w USA. W 1990 r. odbyły się 103 koncerty w Ameryce Północnej, 10 w Europie, 7 w Japonii i 9 w Australii.

## Koncerty w 1989

### Europa
- 18 października – Kolonia, RFN – Sartory-Säle
- 20 października – Florencja, Włochy – Palasport
- 21 października – Mediolan, Włochy – Palatrussardi
- 24 października – Paryż, Francja – Le Zénith
- 25 października – Bruksela, Belgia – Forest National
- 27 października – Arnhem, Holandia – Stichting Rijchal Arnhem
- 30 października – Würzburg, RFN – Carl-diem-Halle
- 1 listopada – Berlin Zachodni, RFN – Deutschlandhalle
- 2 listopada – Münster, RFN – Halle Münsterland
- 4 listopada – Hanower, RFN – Eilenreiderhalle
- 5 listopada – Frankfurt, RFN – Festhalle Frankfurt
- 7 listopada – Böblingen, RFN – Sporthalle
- 8 listopada – Mannheim, RFN – Maimarkt-Gelände
- 10 listopada – Kopenhaga, Dania – K.B. Hallen
- 11 listopada – Sztokholm, Szwecja – Johanneshovs Isstadion
- 14, 15 i 17 listopada – Londyn, Anglia; 14 i 15 listopada – Hammersmith Odeon, 17 listopada – Wembley Arena
- 18 i 19 listopada – Solihull, Anglia – National Exhibition Centre
- 21 listopada – Newcastle upon Tyne, Anglia – Newcastle City Hall
- 22 listopada – Livingston, Szkocja – Livingston Forum
- 24 listopada – Belfast, Irlandia Północna – Nugent Hall
- 25 listopada – Dublin, Irlandia – Point Theatre
- 26 listopada – Londyn, Anglia – Wembley Arena

### USA
- 15 grudnia – Charleston, Wirginia Zachodnia, USA – Charleston Civic Center
- 17 grudnia – Landover, Maryland, USA – Capital Centre
- 18 grudnia – Wheeling, Wirginia Zachodnia, USA – Wheeling Civic Center
- 20 grudnia – Roanoke, Wirginia, USA – Roanoke Civic Center
- 21 grudnia – Norfolk, Wirginia, USA – Norfolk Scope
- 22 grudnia – Richmond, Wirginia, USA – Richmond Coliseum
- 27 grudnia – Springfield, Massachusetts, USA – Springfield Civic Center
- 28 grudnia – New Haven, Connecticut, USA – New Haven Coliseum
- 30 i 31 grudnia – Boston, Massachusetts, USA – Boston Garden

## Koncerty w 1990

### USA
- 1 stycznia – Boston, Massachusetts, USA – Boston Garden
- 3 stycznia – Ottawa, Ontario, Kanada – Ottawa Civic Centre
- 4 stycznia – Montreal, Quebec, Kanada – Montreal Forum
- 6 stycznia – Toronto, Ontario, Kanada – SkyDome
- 9 stycznia – Springfield, Massachusetts, USA – Springfield Civic Center
- 10 stycznia – Glens Falls, Nowy Jork, USA – Glens Falls Civic Center
- 12 stycznia – Providence, Rhode Island, USA – Providence Civic Center
- 13 stycznia – Rochester, Nowy Jork, USA – Rochester Community War Memorial
- 15 stycznia – Uniondale, Nowy Jork, USA – Nassau Veterans Memorial Coliseum
- 16 stycznia – Nowy Jork, USA – Występ w programie Howard Stern Show; oraz koncert w Binghamton, Nowy Jork, USA – Broome County Veterans Memorial Arena
- 18 stycznia – Uniondale, Nowy Jork, USA – Nassau Veterans Memorial Coliseum
- 19 i 21 stycznia – Filadelfia, Pensylwania, USA – Spectrum
- 22 stycznia – East Rutherford, New Jersey, USA – Brendan Byrne Arena
- 24 stycznia – Syracuse, Nowy Jork, USA – Onondaga War Memorial
- 25 stycznia – Pittsburgh, Pensylwania, USA – Civic Arena
- 27 stycznia – Louisville, Kentucky, USA – Freedom Hall
- 28 stycznia – Hershey, Pensylwania, USA – Hersheypark Arena
- 17 lutego – Nowy Jork, USA – Występ w programie Saturday Night Live
- 20 lutego – Austin, Teksas, USA – Frank Erwin Center
- 22 lutego – Dallas, Teksas, USA – Reunion Arena
- 24 lutego – Albuquerque, Nowy Meksyk, USA – Tingley Coliseum
- 25 lutego – Las Cruses, Nowy Meksyk, USA – Pan American Center
- 27 lutego – Tucson, Arizona, USA – Tucson Convention Center
- 28 lutego – Chandler, Arizona, USA – Compton Terrace Amphitheater
- 2 marca – San Diego, Kalifornia, USA – San Diego Sports Arena
- 3, 5 i 6 marca – Inglewood, Kalifornia, USA – Great Western Forum
- 9 i 10 marca – Daly City, Kalifornia, USA – Cow Palace
- 12 marca – Sacramento, Kalifornia, USA – ARCO Arena
- 14 marca – Seattle, Waszyngton, USA – KeyArena
- 15 marca – Portland, Oregon, USA – Memorial Coliseum
- 17 marca – Vancouver, Kolumbia Brytyjska, Kanada – Pacific Coliseum
- 19 marca – Edmonton, Alberta, Kanada – Northlands Coliseum
- 20 marca – Calgary, Alberta, Kanada – Olympic Saddledome
- 22 marca – Saskatoon, Saskatchewan, Kanada – Saskatchewan Place
- 24 marca – Winnipeg, Manitoba, Kanada – Winnipeg Arena
- 25 marca – Regina, Saskatchewan, Kanada – Saskatchewan Centre of Arts
- 27 marca – Billings, Montana, USA – MetraPark Arena
- 28 marca – Rapid City, Dakota Południowa, USA – Rushmore Plaza Civic Center
- 30 marca – Casper, Wyoming, USA – Casper Events Center
- 31 marca – Salt Lake City, Utah, USA – Salt Palace
- 17 kwietnia – Jacksonville, Floryda, USA – Jacksonville Memorial Coliseum
- 19 i 20 kwietnia – Tampa, Floryda, USA – USF Sun Dome
- 22 kwietnia – Miami, Floryda, USA – Miami Arena
- 23 kwietnia – North Fort Myers, Floryda, USA – Lee County Civic Center
- 25 kwietnia – Orlando, Floryda, USA – Orange County Convention Center
- 27 kwietnia – Chapel Hill, Karolina Północna, USA – Dean Smith Center
- 28 kwietnia – Charlotte, Karolina Północna, USA – Charlotte Coliseum
- 29 kwietnia – Columbia, Karolina Południowa, USA – Carolina Coliseum
- 2 maja – Johnson City, Tennessee, USA – Freedom Hall Civic Center
- 3 maja – Lexington, Kentucky, USA – Rupp Arena
- 5 maja – Knoxville, Tennessee, USA – Thompson-Bolling Arena
- 6 i 7 maja – Atlanta, Georgia, USA – Omni Coliseum
- 9 maja – Savannah, Georgia, USA – Savannah Civic Center
- 10 maja – Tallahassee, Floryda, USA – Leon County Civic Center
- 12 maja – Birmingham, Alabama, USA – Birmingham-Jefferson Convention Complex
- 13 maja – Jackson, Mississippi, USA – Mississippi Coliseum
- 15 maja – Nowy Orlean, Luizjana, USA – Louisiana Superdome
- 16 maja – Shreveport, Luizjana, USA – Hirsch Memorial Coliseum
- 18 maja – Nashville, Tennessee, USA – Starwood Amphitheatre
- 19 maja – Memphis, Tennessee, USA – Mid-South Coliseum
- 21 maja – Huntsville, Alabama, USA – Von Braun Civic Center
- 22 maja – Chattanooga, Tennessee, USA – Soldiers and Sailors Memorial Auditorium
- 24 maja – Columbus, Ohio, USA – Cooper Stadium
- 25 i 27 maja – Auburn Hills, Michigan, USA – The Palace of Auburn Hills
- 28 maja – Noblesville, Indiana, USA – Deer Creek Music Center
- 17 czerwca – Bethlehem, Pensylwania, USA – Stabler Arena
- 19 czerwca – Middletown, Nowy Jork, USA – Orange County Speedway
- 20 czerwca – Moosic, Pensylwania, USA – Lackawanna County Stadium
- 22 czerwca – Old Orchard Beach, Maine, USA – Seashore Performings Arts Center
- 23 czerwca – Bristol, Connecticut, USA – Lake Compounce
- 25 i 26 czerwca – Mansfield, Massachusetts, USA – Great Woods
- 27 czerwca – Saratoga Springs, Nowy Jork, USA – Saratoga Performings Arts Center
- 29 czerwca – Toronto, Ontario, Kanada – Exhibition Stadium
- 30 czerwca – Rochester, Nowy Jork, USA – Silver Stadium
- 2 i 3 lipca – Cuyahoga Falls, Ohio, USA – Blossom Music Center
- 5 lipca – Kalamazoo, Michigan, USA – Wings Stadium
- 6 lipca – Charlevoix, Michigan, USA – Castle Farms
- 8 lipca – Peoria, Illinois, USA – Peoria Civic Center
- 9 lipca – Omaha, Nebraska, USA – Omaha Civic Auditorium
- 11 lipca – Bonner Springs, Kansas, USA – Sandstone Amphitheater
- 12 lipca – Park City, Kansas, USA – Kansas Coliseum
- 14 lipca – Oklahoma City, Oklahoma, USA – Myriad Convention Center
- 15 lipca – Dallas, Teksas, USA – Coca-Cola Starplex Amphitheatre
- 17 lipca – St. Louis, Missouri, USA – St. Louis Arena
- 18 lipca – Cincinnati, Ohio, USA – Riverbend Music Center
- 20 lipca – Tinley Park, Illinois, USA – World Music Theater
- 21 lipca – East Troy, Wisconsin, USA – Alpine Valley Music Theater
- 23 lipca – Burgettstown, Pensylwania, USA – Coca-Cola Star Lake Amphitheatre
- 24 lipca – Filadelfia, Pensylwania, USA – Spectrum
- 26 lipca – East Rutherford, New Jersey, USA – Brendan Byrne Arena
- 27 lipca – Norfolk, Wirginia, USA – Norfolk Scope
- 28 lipca – Landover, Maryland, USA – Capital Centre
- 11 sierpnia – Nowy Jork, USA – Występ w programie MTV Unplugged

### Europa
- 15 sierpnia – Dublin, Irlandia – Point Theatre
- 18 sierpnia – Castle Donington, Anglia – Donington Park
- 20 sierpnia – Londyn, Anglia – Marquee Club
- 23 sierpnia – Berlin Zachodni, RFN – Walden Buhne
- 25 sierpnia – Dortmund, RFN – Westfalenhalle
- 26 sierpnia – Utrecht, Holandia – Stadion Galgenwaard
- 30 sierpnia – Bolonia, Włochy – Arena Festa dell'Unità
- 1 września – Mannheim, RFN – Maimarkt-Gelände
- 3 września – Paryż, Francja – Vincennes Racecouse

### Las Vegas
- 8 września – koncert w klubie Hard Rock Cafe

### Japonia
- 12 września – Osaka, Osaka Castle Hall
- 14 września – Nagoja, Aichi Prefectural Gymnasium
- 16 września – Jokohama, Yokohama Arena
- 17, 19, 20 i 22 września – Tokio; 17, 19 i 20 września – Nippon Budokan; 22 września – Yoyogi National Gymnasium

### Australia
- 29 września – Adelaide, Memorial Drive Park
- 1 i 2 października – Melbourne, National Tennis at Flinders Park
- 5 października – Brisbane, Entertainment Centre
- 7 października – Canberra, Bruce Stadium
- 10 i 11 października – Sydney, Entertainment Centre
- 15 października – Perth, Entertainment Centre